# Odival José de Andrade
Odival José de Andrade (Piripiri, 16 de julho de 1957) é um engenheiro civil, economista e político brasileiro, outrora prefeito de sua cidade natal.

## Dados biográficos
Filho de Miguel Beleza de Andrade e Inácia Maria de Andrade. Engenheiro civil e economista formado na Universidade Federal do Piauí, é funcionário da referida instituição. Bacharel em Direito pela Universidade Estadual do Piauí, foi conselheiro do Museu de Piripiri. Iniciou sua carreira política no PMDB ao eleger-se vice-prefeito da respectiva cidade na chapa de José de Arimateia de Melo Rodrigues em 1988 e após trocar de partido foi eleito vereador em 1992, chegando à presidência da Câmara Municipal (1993-1995) sendo reeleito via PPB em 1996 e pelo PPS em 2000, afastando-se do legislativo para ocupar a Secretaria Municipal de Obras na terceira administração Luiz Menezes de quem recebeu apoio para eleger-se prefeito de Piripiri em 2004 pelo PPS, não disputando a reeleição quatro anos depois.
Em 2010 foi eleito suplente de deputado estadual pelo PSB chegando a exercer o mandato sob convocação após a nomeação dos titulares para o secretariado do governador Wilson Martins, sendo empossado em maio de 2011. Em 2012 foi eleito prefeito de Piripiri ao derrotar Luiz Menezes, mas não buscou a reeleição após quatro anos. Sua incursão política mais recente foi uma candidatura a deputado estadual pelo PR em 2018.